# MX vs. ATV Untamed
 (septembre 2024).
La mise en forme du texte ne suit pas les recommandations de Wikipédia : il faut le « wikifier ».
Les points d'amélioration suivants sont les cas les plus fréquents. Le détail des points à revoir est peut-être précisé sur la page de discussion.
- Les titres sont pré-formatés par le logiciel. Ils ne sont ni en capitales, ni en gras.
- Le texte ne doit pas être écrit en capitales (les noms de famille non plus), ni en gras, ni en italique, ni en « petit »…
- Le gras n'est utilisé que pour surligner le titre de l'article dans l'introduction, une seule fois.
- L'italique est rarement utilisé : mots en langue étrangère, titres d'œuvres, noms de bateaux, etc.
- Les citations ne sont pas en italique mais en corps de texte normal. Elles sont entourées par des guillemets français : « et ».
- Les listes à puces sont à éviter, des paragraphes rédigés étant largement préférés. Les tableaux sont à réserver à la présentation de données structurées (résultats, etc.).
- Les appels de note de bas de page (petits chiffres en exposant, introduits par l'outil «  Source ») sont à placer entre la fin de phrase et le point final[comme ça].
- Les liens internes (vers d'autres articles de Wikipédia) sont à choisir avec parcimonie. Créez des liens vers des articles approfondissant le sujet. Les termes génériques sans rapport avec le sujet sont à éviter, ainsi que les répétitions de liens vers un même terme.
- Les liens externes sont à placer uniquement dans une section « Liens externes », à la fin de l'article. Ces liens sont à choisir avec parcimonie suivant les règles définies. Si un lien sert de source à l'article, son insertion dans le texte est à faire par les notes de bas de page.
- La présentation des références doit suivre les conventions bibliographiques. Il est recommandé d'utiliser les modèles {{Ouvrage}}, {{Chapitre}}, {{Article}}, {{Lien web}} et/ou {{Bibliographie}}. Le mode d'édition visuel peut mettre en forme automatiquement les références.
- Insérer une infobox (cadre d'informations à droite) n'est pas obligatoire pour parachever la mise en page.

Pour une aide détaillée, merci de consulter Aide:Wikification.
Si vous pensez que ces points ont été résolus, vous pouvez retirer ce bandeau et améliorer la mise en forme d'un autre article.
MX vs. ATV Untamed(ou extrême limite en français) est un jeu de course tout-terrain développé par Rainbow Studios , Tantalus Media , Incinerator Studios et publié par THQ pour la PlayStation 2 et toutes les plateformes de septième génération , devenant le dernier jeu MX vs. ATV à sortir sur la première et le premier de la série à être disponible sur la plupart des dernières. Il s'agit d'une suite de MX vs. ATV Unleashed et de son portage PSP, MX vs. ATV: On the Edge , ainsi que du premier des deux jeux de la série MX vs. ATV à être disponible sur une console Nintendo .

## Système de jeu
Le jeu comprend plusieurs modes : Motocross , Opencross, Supercross , Supermoto , Endurocross , Free Ride et Minibikes, entre autres. Le joueur dispose d'un choix relativement large de véhicules, des monster trucks aux Trophy Trucks, en passant par les VTT et les motos. Dans certains modes, le jeu se déroule sur deux manches ou épreuves de qualification. La position d'arrivée du joueur dans la première manche détermine qui obtient le choix de la grille dans la deuxième manche. La position d'arrivée du joueur dans chaque manche détermine le nombre de points qu'il obtient. L'objectif est de terminer le week-end avec le plus de points. De plus, dans certains modes, le joueur peut participer à une courte course d'entraînement, ce qui peut aider les joueurs à se familiariser avec la piste et le véhicule avant les deux manches. En établissant le temps le plus rapide lors des essais, le joueur a le premier choix de grille pour la première manche. Il existe également un mode "Free Ride" qui permet au joueur d'explorer les lieux intérieurs et extérieurs présentés dans les autres modes sans restrictions de temps ou de piste.
Toutes les versions d' Untamed prennent en charge le multijoueur, avec des versions portables prenant en charge jusqu'à 4 joueurs via un réseau sans fil local (sans jeu multiplateforme ) et les versions console prenant en charge les courses en tête-à-tête entre seulement deux joueurs sur écran partagé , tout en utilisant le multijoueur en ligne pour prendre en charge les concours avec des groupes de joueurs plus importants, à l'instar de son prédécesseur Unleashed . La version Wii prend en charge plusieurs schémas de contrôle, à savoir le volant Wii , la télécommande Wii et le Nunchuk ou le contrôleur classique , la plupart des schémas de contrôle exploitant les commandes de mouvement pour diriger et exécuter des figures. La version mobile est un jeu de course à défilement latéral,  omettant les plus grosses machines pour se concentrer uniquement sur le MX et le VTT.
Ce fut également le dernier jeu de la série MX vs. ATV à proposer des commandes de virage à un seul joystick. Dans Untamed , seul le joystick gauche est utilisé pour contrôler tous les aspects de l'inclinaison et de la rotation du véhicule utilisé. Toutes les versions du jeu qui ont été publiées après MX vs. ATV Untamed incluaient des commandes à double joystick, qui obligeaient le joueur à utiliser à la fois le joystick gauche et le joystick droit pour effectuer un mouvement de rotation complet. Souvent, dans ces jeux, un joystick était utilisé pour incliner le pilote dans la direction souhaitée tandis que l'autre était utilisé pour faire tourner le véhicule à l'unisson.
Les options de réglage sont disponibles dans les paramètres du jeu. Les options de performances incluent l'accélération, la vitesse, la suspension, le moteur et les freins. De nombreux paramètres sont personnalisables à des degrés divers à l'aide d'une barre coulissante. Par exemple, faire glisser la barre vers le bas pour la suspension créerait une suspension plus souple, tandis que faire glisser la barre vers le haut créerait une suspension plus rigide.
Des options de personnalisation visuelle sont également disponibles dans le jeu, mais elles n'affectent pas les performances globales du joueur. La personnalisation visuelle des véhicules se trouve sous l'onglet « Pièces du véhicule » et comprend les kits graphiques, la couleur des poignées, les protège-mains, le guidon, la couleur du plastique, la couleur du moyeu, les pneus, la couleur des jantes, les échappements, les suspensions et la couleur du tube de fourche. La personnalisation visuelle du pilote se trouve sous l'onglet « Personnaliser le pilote » et comprend les casques, les lunettes, l'équipement, les bottes, les protections de poitrine, le nom, le numéro et le teint de la peau. Si les joueurs souhaitent utiliser une configuration prédéterminée, ils peuvent également en choisir une dans l'onglet « MX Pro Rider » dans les options de personnalisation.

## Développement et publication
Untamed a été annoncé pour la première fois par THQ lors de l' E3 2007.  THQ a cherché à proposer Untamed sur une plus grande variété de plateformes afin de « proposer des expériences uniques qui capturent les points forts de la franchise et maximisent le plaisir des joueurs sur leur système de choix »,  et a chargé jusqu'à trois développeurs de travailler sur ses différentes versions. Le développeur principal de la série, Rainbow Studios, a développé les versions PlayStation 3 et Xbox 360, tandis que deux nouvelles sociétés Incinerator Studios (une filiale de THQ) et Tanatalus Media ont chacune été chargées de travailler sur deux autres plateformes. Incinerator Studios, le développeur des versions Wii et PS2, a décidé de passer un peu plus de temps à développer la version Wii pour mieux implémenter ses commandes de mouvement,  ce qui a fait que cette version est sortie plus tard que toutes les autres versions en Amérique du Nord et en Australie.
Untamed était initialement prévu pour une sortie début 2008.  Finalement, il est sorti pour la première fois en Amérique du Nord à temps pour la saison des vacances de 2007, et est finalement devenu disponible pour les territoires PAL en mars suivant, toutes les versions étant publiées simultanément en Europe.

## Accueil
MX vs. ATV Untamed a reçu des critiques « mitigées ou moyennes », selon l'agrégateur de critiques Metacritic .
GameZone a attribué à la version mobile une note de six sur dix et l'a qualifié de « jeu de course mobile meilleur que la moyenne », mais a déclaré qu'il manquait « quelques gallons pour un réservoir plein ».
| score global                        | score global | score global | score global | score global | score global | score global |
| ----------------------------------- | ------------ | ------------ | ------------ | ------------ | ------------ | ------------ |
| agrégateur                          | Score        | Score        | Score        | Score        | Score        | Score        |
| agrégateur                          | DS           | PS2          | PS3          | PSP          | Wii          | Xbox 360     |
| métacritique                        | 61/100       | 53/100       | 67/100       | 59/100       | 70/100       | 70/100       |
| Publication                         | Score        | Score        | Score        | Score        | Score        | Score        |
| Publication                         | DS           | PS2          | PS3          | PSP          | Wii          | Xbox 360     |
| Jeux électroniques mensuels         | N / A        | N / A        | 6/10         | N / A        | N / A        | 6/10         |
| Eurogamer                           | N / A        | N / A        | N / A        | N / A        | N / A        | 6/10         |
| Informateur de jeu                  | N / A        | 7,5/10       | 8/10         | N / A        | 7,5/10       | 8/10         |
| GamePro                             | 1,5/5        | N / A        | N / A        | 1,75/5       | N / A        | 3/5          |
| Révolution du jeu                   | N / A        | N / A        | N / A        | N / A        | N / A        | B            |
| GameSpot                            | N / A        | N / A        | 6,5/10       | 5,5/10       | N / A        | 6,5/10       |
| GameTrailers                        | N / A        | N / A        | 7,6/10       | N / A        | N / A        | 7,6/10       |
| GameZone                            | 7.1/10       | 5/10         | 8/10         | 5/10         | N / A        | 7,4/10       |
| IGN                                 | 7/10         | 4,9/10       | 7,4/10       | 7.2/10       | 7/10         | 7,4/10       |
| Puissance Nintendo                  | 6/10         | N / A        | N / A        | N / A        | 6/10         | N / A        |
| Magazine officiel Xbox (États-Unis) | N / A        | N / A        | N / A        | N / A        | N / A        | 5/10         |
| PlayStation : Le magazine officiel  | N / A        | N / A        | 4/5          | N / A        | N / A        | N / A        |
| Maxime                              | N / A        | N / A        | 6/10         | N / A        | N / A        | 6/10         |